# Чемпионат мира по биатлону 2024
Чемпионат мира по биатлону 2024 — 57-й чемпионат мира по биатлону, который прошёл в Нове-Место-на-Мораве, Чехия с 7 по 18 февраля 2024 года.

## Общая информация
Нове-Место-на-Мораве принимал чемпионат мира 2013 года, это второй чемпионат мира по биатлону в данном месте. 
Всего было проведено 12 гонок: спринт, гонка преследования, индивидуальная гонка, масс-старт и эстафетные гонки как для мужчин, так и для женщин, одиночная смешанная эстафета и смешанная эстафета в смешанном стиле.
Решение выбрать Нове-Место-на-Мораве в качестве места проведения чемпионата было объявлено 15 ноября 2020 года.

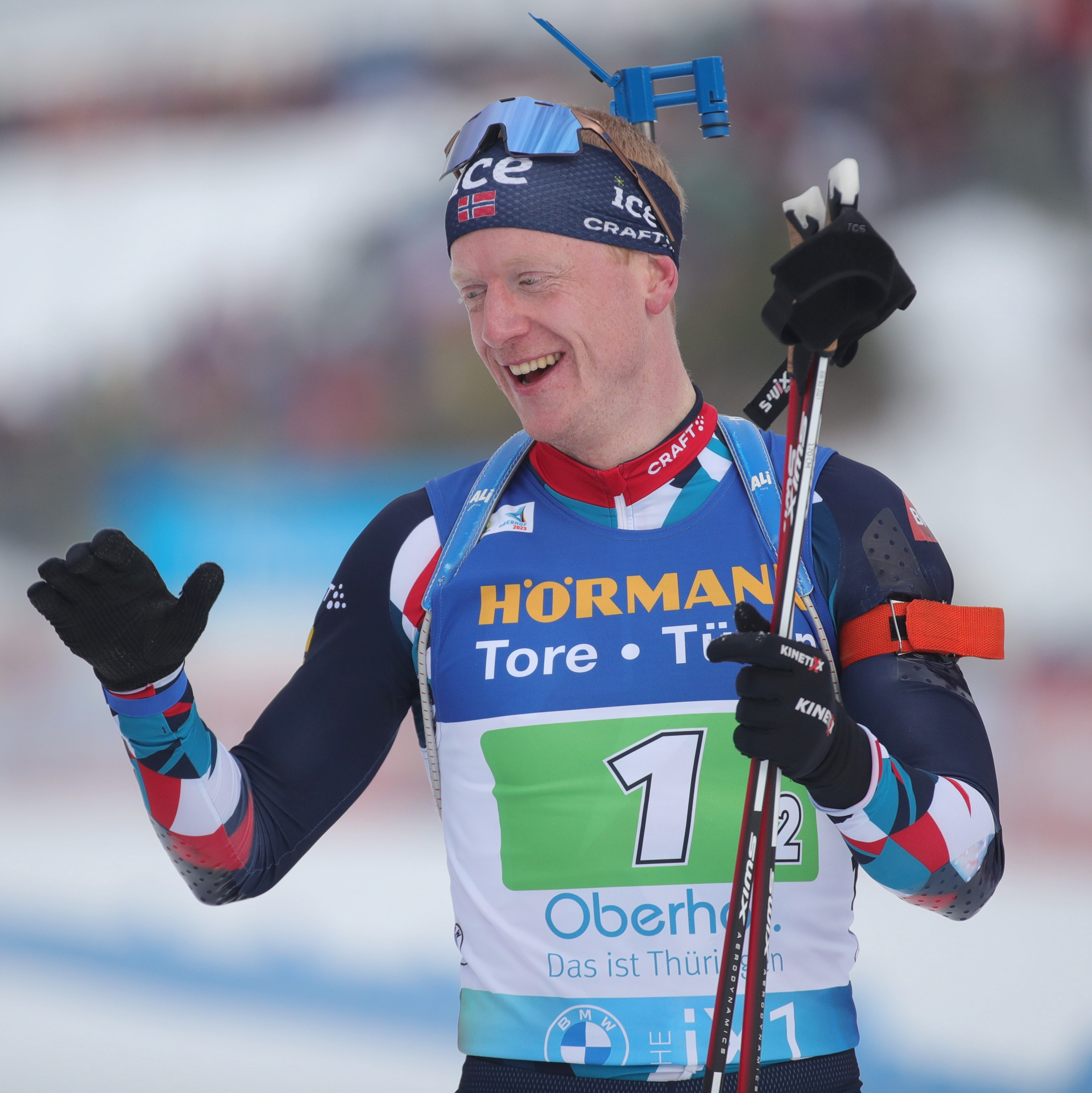
Йоханнес Тиннес Бё (фото 2023 года)

Йоханнес Тиннес Бё на втором чемпионате мира подряд завоевал медали во всех 7 видах программы. Всего на его счету стало 38 медалей чемпионатов мира. По общему количеству золотых наград он догнал лидера по этому показателю Уле Эйнара Бьёрндалена (по 20). По количеству побед в личных гонках Бё отстаёт на одну от Бьёрндалена и Мартена Фуркада, у которых по 11 побед. Старший брат Йоханнеса Тарьей Бё завоевал три серебра и довёл общее количество своих медалей на чемпионатах мира до 26. В мужской эстафете впервые в истории на чемпионатах мира победила сборная Швеции. Норвежцы лидировали с большим отрывом перед последней стрельбой, но Ветле Шостад Кристиансен получил три штрафных круга, однако всё же сумел финишировать вторым. Кантен Фийон Майе завоевал 4 медали (2 золота в эстафетах), он выиграл как минимум одну медаль на 8-м чемпионате мира подряд.
У женщин доминировали француженки. По 5 медалей завоевали Жюлья Симон (4 золота) и Жюстин Брезаз-Буше (3 золота). 4 медали выиграли  Лу Жанмонно (2 золота и 2 бронзы) и Лиза Виттоцци (1 золото и 3 серебра). В женской эстафете впервые в истории чемпионатов мира победила сборная Франции.
Медали завоевали представители 6 стран, но 25 из 36 наград (в том числе из 32 возможных) пришлось на команды Франции и Норвегии. Норвежцы заняли все призовые места в мужском спринте и гонке преследования, а француженки — в женском спринте. Французы или норвежцы были призёрами во всех 12 гонках чемпионата.

## Медальный зачёт
| Место          | Страна         | Золото | Серебро | Бронза | Всего |
| -------------- | -------------- | ------ | ------- | ------ | ----- |
| 1              | Франция        | 6      | 1       | 6      | 13    |
| 2              | Норвегия       | 4      | 5       | 3      | 12    |
| 3              | Италия         | 1      | 3       | 0      | 4     |
| 4              | Швеция         | 1      | 1       | 1      | 3     |
| 5              | Германия       | 0      | 1       | 2      | 3     |
| 6              | Латвия         | 0      | 1       | 0      | 1     |
| Всего стран: 6 | Всего стран: 6 | 12     | 12      | 12     | 36    |

## Медалисты

### Мужчины
| Дисциплина                                | Золото                                                                    | Золото                                        | Серебро                                                                            | Серебро                                               | Бронза                                                          | Бронза                                                |
| ----------------------------------------- | ------------------------------------------------------------------------- | --------------------------------------------- | ---------------------------------------------------------------------------------- | ----------------------------------------------------- | --------------------------------------------------------------- | ----------------------------------------------------- |
| Спринт 10 км см. подробнее                | Стурла Холм Легрейд · Норвегия                                            | 25:23.9 (0+0)                                 | Йоханнес Тиннес Бё · Норвегия                                                      | 25:27.4 (1+0)                                         | Ветле Шостад Кристиансен · Норвегия                             | 25:42.5 (1+0)                                         |
| Гонка преследования 12,5 км см. подробнее | Йоханнес Тиннес Бё · Норвегия                                             | 32:36.9 (1+2+0+0)                             | Стурла Холм Легрейд · Норвегия                                                     | +28.7 (2+0+0+0)                                       | Ветле Шостад Кристиансен · Норвегия                             | +38.5 (0+0+1+2)                                       |
| Индивидуальная гонка 20 км см. подробнее  | Йоханнес Тиннес Бё · Норвегия                                             | 45:49.0 (1+0+0+0)                             | Тарьей Бё · Норвегия                                                               | +58.9 (0+1+0+0)                                       | Бенедикт Долль · Германия                                       | +1:53.3 (0+0+0+1)                                     |
| Масс-старт 15 км см. подробнее            | Йоханнес Тиннес Бё · Норвегия                                             | 34:50.2 (1+0+0+0)                             | Андрей Расторгуев · Латвия                                                         | 35:05.3 (0+0+0+0)                                     | Кантен Фийон Майе · Франция                                     | 35:23.2 (1+0+0+0)                                     |
| Эстафета 4×7,5 км см. подробнее           | Швеция Виктор Брандт Йеспер Нелин Мартин Понсилуома Себастьян Самуэльссон | 1:16:22,6 (0+0) (0+2) (0+2) (0+1) (0+2) (0+0) | Норвегия Стурла Холм Легрейд Тарьей Бё Йоханнес Тиннес Бё Ветле Шостад Кристиансен | +11,8 (0+1) (1+3) (0+0) (0+2) (0+2) (0+0) (0+0) (3+3) | Франция Эрик Перро Фабьен Клод Эмильен Жаклен Кантен Фийон Майе | +12,8 (0+3) (1+3) (2+3) (0+0) (0+1) (0+2) (0+0) (0+1) |

### Женщины
| Дисциплина                               | Золото                                                       | Золото                                                    | Серебро                                                      | Серебро                                               | Бронза                                                                 | Бронза                                                  |
| ---------------------------------------- | ------------------------------------------------------------ | --------------------------------------------------------- | ------------------------------------------------------------ | ----------------------------------------------------- | ---------------------------------------------------------------------- | ------------------------------------------------------- |
| Спринт 7,5 км см. подробнее              | Жюлья Симон · Франция                                        | 20:07.5 (0+0)                                             | Жюстин Брезаз-Буше · Франция                                 | +4.9 (1+0)                                            | Лу Жанмонно · Франция                                                  | +40.8 (0+1)                                             |
| Гонка преследования 10 км см. подробнее  | Жюлья Симон · Франция                                        | 29:54.8 (0+1+0+0)                                         | Лиза Виттоцци · Италия                                       | +46.3 (0+0+0+1)                                       | Жюстин Брезаз-Буше · Франция                                           | +49.3 (0+1+2+1)                                         |
| Индивидуальная гонка 15 км см. подробнее | Лиза Виттоцци · Италия                                       | 40:02.9 (0+0+0+0)                                         | Янина Хеттих-Вальц · Германия                                | +20.5 (0+0+0+0)                                       | Жюлья Симон · Франция                                                  | +29.6 (0+0+0+1)                                         |
| Масс-старт 12,5 км см. подробнее         | Жюстин Брезаз-Буше · Франция                                 | 34:37.2 (0+0+0+0)                                         | Лиза Виттоцци · Италия                                       | +31.2 (0+0+0+0)                                       | Лу Жанмонно · Франция                                                  | +56.7 (1+0+0+0)                                         |
| Эстафета 4×6 км см. подробнее            | Франция Лу Жанмонно Софи Шово Жюстин Брезаз-Буше Жюлья Симон | 1:15:00.8 (0+0) (0+0) (1+3) (1+3) (0+0) (0+1) (0+1) (0+3) | Швеция Анна Магнуссон Линн Перссон Ханна Эберг Эльвира Эберг | +38,3 (0+0) (0+2) (0+1) (0+3) (0+1) (0+2) (0+0) (1+3) | Германия Янина Хеттих-Вальц Зелина Гротиан Ванесса Фойгт София Шнайдер | +1:14,2 (0+0) (0+0) (0+3) (0+0) (0+1) (0+1) (0+1) (0+3) |

### Смешанные эстафеты
| Дисциплина                                          | Золото                                                              | Золото                                                    | Серебро                                                                  | Серебро                                               | Бронза                                                                               | Бронза                                                  |
| --------------------------------------------------- | ------------------------------------------------------------------- | --------------------------------------------------------- | ------------------------------------------------------------------------ | ----------------------------------------------------- | ------------------------------------------------------------------------------------ | ------------------------------------------------------- |
| Смешанная эстафета 4×6 км см. подробнее             | Франция Эрик Перро Кантен Фийон Майе Жюстин Брезаз-Буше Жюлья Симон | 1:09:24.4 (0+3) (0+0) (0+1) (0+1) (1+3) (0+1) (0+0) (0+0) | Норвегия Тарьей Бё Йоханнес Тиннес Бё Каролин Кноттен Ингрид Тандревольд | +45.2 (0+0) (0+2) (0+1) (0+3) (0+0) (0+0) (0+1) (0+1) | Швеция Себастьян Самуэльссон Мартин Понсилуома Ханна Эберг Эльвира Эберг             | +1:01.7 (0+2) (0+3) (0+1) (0+0) (0+2) (0+0) (0+0) (0+2) |
| Одиночная смешанная эстафета 6+7,5 км см. подробнее | Франция Кантен Фийон Майе Лу Жанмонно Кантен Фийон Майе Лу Жанмонно | 36:21.7 (0+0) (0+0) (0+0) (0+2) (0+0) (0+1)               | Италия Томмазо Джакомель Лиза Виттоцци Томмазо Джакомель Лиза Виттоцци   | +24,6 (0+2) (0+2) (0+0) (0+0) (0+1) (0+0)             | Норвегия Йоханнес Тиннес Бё Ингрид Тандревольд Йоханнес Тиннес Бё Ингрид Тандревольд | +27,4 (0+1) (0+1) (0+0) (0+0) (0+0) (0+2) (0+0) (1+3)   |

## Расписание
| Дата       | Время (мст) | Дисциплина                            |
| ---------- | ----------- | ------------------------------------- |
| 7 февраля  | 17:20       | Смешанная эстафета 4×6 км.            |
| 9 февраля  | 17:20       | Спринт. Женщины 7,5 км.               |
| 10 февраля | 17:05       | Спринт. Мужчины 10 км.                |
| 11 февраля | 14:30       | Гонка преследования. Женщины 10 км.   |
| 11 февраля | 17:05       | Гонка преследования. Мужчины 12,5 км. |
| 13 февраля | 17:10       | Индивидуальная гонка. Женщины 15 км.  |
| 14 февраля | 17:20       | Индивидуальная гонка. Мужчины 20 км.  |
| 15 февраля | 18:00       | Одиночная смешанная эстафета.         |
| 17 февраля | 13:45       | Эстафета. Женщины 4×6 км.             |
| 17 февраля | 16:30       | Эстафета. Мужчины 4×7,5 км.           |
| 18 февраля | 14:15       | Масс-старт. Мужчины 15 км             |
| 18 февраля | 16:30       | Масс-старт. Женщины 12,5 км           |